# Los miembros del jurado del salón
Los miembros del jurado del salón es un óleo sobre lienzo realizado por Henri Gervex terminado antes de  1885. En él aparece cómo deliberaban miembros del salón de la Academia de Bellas Artes de Francia en 1883 (Félix-Joseph Barrias, Jean-Joseph Benjamin-Constant, Léon Bonnat, William-Adolphe Bouguereau, Alexandre Cabanel, Carolus-Duran, Gustave Achille Guillaumet y Antoine Vollon).
El cuadro lo adquirió Pierre Waldeck-Rousseau y pasó por el Musée du Luembourg, el Louvre y el Musée des Beaux-Arts de Reims hasta su emplazamiento actual en el Museo de Orsay en 1981.